# Alina Komaschtschuk
Alina Iwaniwna Komaschtschuk (ukrainisch Аліна Іванівна Комащук, in der englischen Transliteration Alina Komashchuk; * 24. April 1993 in Netischyn) ist eine ukrainische Säbelfechterin. Sie wurde 2013 Weltmeisterin und ist Silbermedaillengewinnerin der Olympischen Spiele 2016 in Rio de Janeiro und Goldmedaillengewinnerin 2024 in Paris mit der Frauenmannschaft.
Alina Komaschtschuk begann 2002 in Netischyn mit dem Fechten und studierte an der Nationalen Iwan-Ohijenko-Universität in Kamjanez-Podilskyj Sportpädagogik.

## Sportliche Erfolge
Alina Komaschtschuk  wurde 2013 in Budapest Weltmeisterin mit der Mannschaft.
Bei den Fechteuropameisterschaften 2015 Anfang Juni in Montreux errang sie mit der Säbel-Frauenmannschaft Bronze, im selben Monat bei den Europaspielen 2015 in Baku errang sie mit der Mannschaft die Goldmedaille und einen Monat später bei der Fechtweltmeisterschaften 2015 in Moskau errang sie, ebenfalls mit der Mannschaft, Silber.
Bei den Olympischen Sommerspielen 2016 errang sie mit der Mannschaft (Komaschtschuk, Olena Krawazka, Olha Charlan, Olena Woronina) die Silbermedaille.

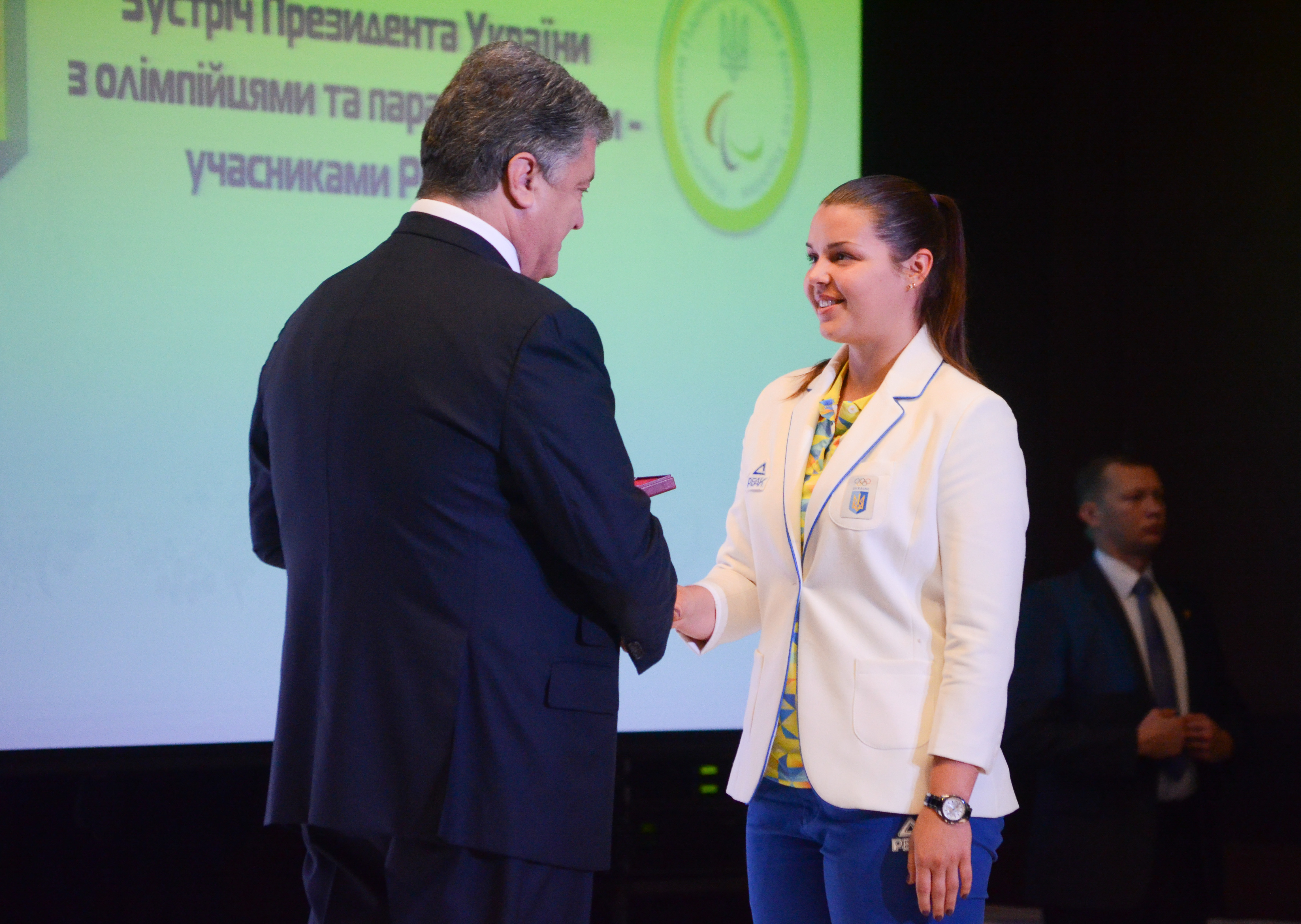
Alina Komaschtschuk bei der Verleihung des Ordens der Prinzessin Olga

Bei den Olympischen Sommerspielen 2024 gewann die Mannschaft in der Besetzung Komaschtschuk, Olha Charlan, Olena Krawazka und Julija Bakastowa die Goldmedaille.

## Ehrungen
Am 3. Juni 2015 erhielt sie den ukrainischen Ehrentitel Verdienter Meister des Sports und am 4. Oktober 2016 wurde ihr vom ukrainischen Präsidenten der Orden der Prinzessin Olga 3. Klasse für die Erreichung hoher Sportergebnisse bei den 31. Olympischen Spielen in Rio de Janeiro verliehen.